# Ермолаев, Симон Афанасьевич
Симо́н Афана́сьевич Ермола́ев (10 мая 1870, Шушенское, Енисейская губерния — 1948, Красноярск) — крестьянин, депутат Государственной думы I созыва от Енисейской губернии.

## Биография
Крестьянин села Шушенское Минусинского уезда Енисейской губернии. Предки его происходили Нижегородской губернии, во второй половине XIX века перебрались в Сибирь. Отец — государственный крестьянин Афанасий Иванович Ермолаев. Мать — Устинья Степановна. Симон был первенцем, кроме него в семье ещё три брата — Андрей, Андриан, Иван и сестра Александра.
В 1880 году окончил трёхклассное церковно-приходское училище. В 1896—1899 годах был на выборной должности волостного казначея. В 1897 г. за освобождение политссыльных из местной тюрьмы был привлечён к административной ответственности. В 1900 г. служил уполномоченным по землеустройству. Ермолаев занимался предпринимательством, каждый год в марте ездил по деревням и скупал скот по низким весенним ценам до 50-100 голов для откорм.

### Знакомство с Владимиром Ульяновым
В 1897—1898 гг. он был волостным заседателем, по долгу службы ему Ермолаеву приходилось общаться и ссыльными. Среди ссыльных был и Владимир Ульянов с приехавшей к нему невестой Надеждой. Об этом уже в советское время Ермолаев написал подробные воспоминания. Он описывает совместные поездки, охоту. Как волостной заседатель Ермолаев был поручителем со стороны жениха на свадьбе Ульянова и Крупской, что документально подтверждено записью в метрической книге Шушенской церкви за 1898 год. К воспоминаниям Ермолаева о Ленине Н. К. Крупская отнеслась скептически: «Сейчас „друзьями“ Владимира Ильича называют себя и бывший непосредственный наблюдатель за ссыльными, тогдашний заседатель Ермолаев…». Впрочем Крупская считала Ермолаева достаточно безобидным: «Заседатель — местный зажиточный крестьянин больше заботился о том, чтобы сбыть нам телятину, чем о том, чтобы его ссыльные не сбежали».

### Выборы в Первую государственную Думу

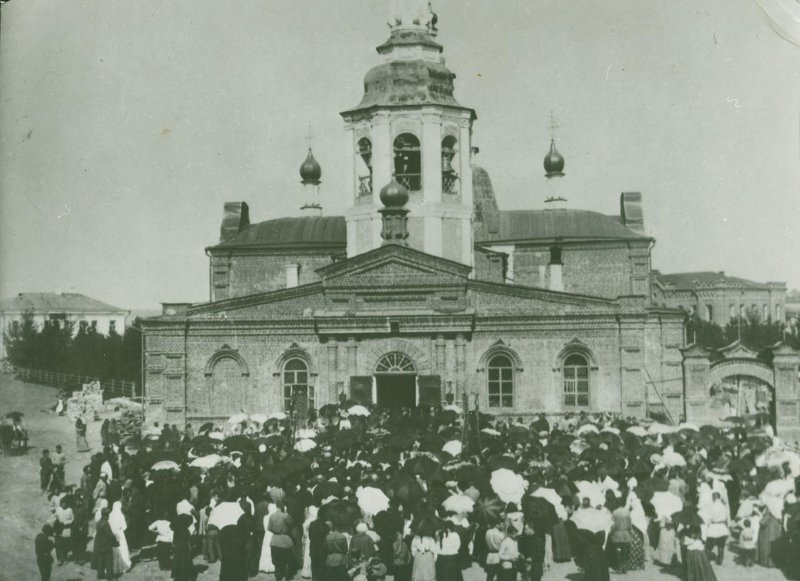
Манифестация по случаю отъезда члена Государственной Думы С.А. Ермолаева

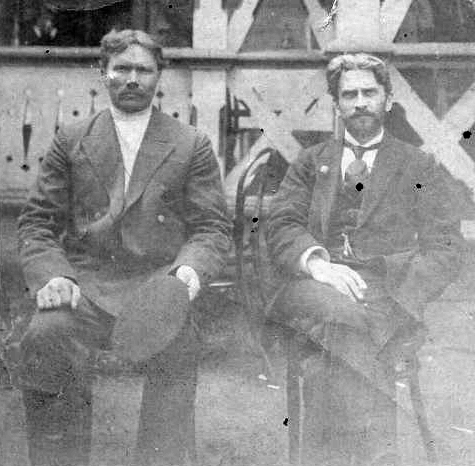
Депутаты I Государственной думы от Енисейской губернии: С. А. Ермолаев и Н. Ф. Николаевский

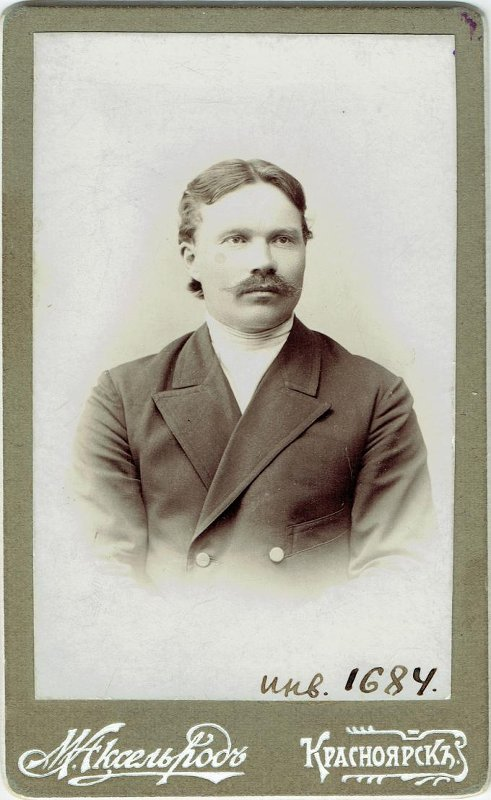
Симон Ермолаев, 1906 год

30 мая 1906 избран в Государственную думу I созыва от общего состава выборщиков Енисейского губернского избирательного собрания. Минусинская газета «Телеграф и почта» писала об этом событии с восторгом: 

Мы только что пережили событие огромной исторической важности. Мы видели среди нас первого члена Государственной Думы, избранного из среды крестьян нашего уезда. Мы чествовали первого избранника трудовой, крестьянской сермяжной Сибири. В лице С. А. Ермолаева… вся крестьянская Русь совершила такой огромный шаг, какой ещё недавно ей не снился.
 После избрания прошли встречи с выборщиками, которые давали наказы. Известен протокол Ермаковского сельского схода за N 42 от 11 июня 1906 года о наказах депутату Ермолаеву. В первом пункте наказов значилось: уничтожение сословий, уравнивание крестьян с прочими гражданами Российской империи и снятие с крестьян опеки в лице крестьянских начальников. Последняя встреча с выборщиками состоялась 18 июня. Как сообщала та же газета «Телеграф и почта» 20 июня на соборной площади Минусинска был отслужен молебен о благополучном исходе миссии г. Ермолаева. Минусинский священник отец Александр Бриллиантов сказал напутственное слово, кланяясь Ермолаеву в пояс.
Только 26 июня С. А. Ермолаев въехал из Красноярска со скорым поездом в Санкт-Петербург. 29 июня он выслал в Минусинск телеграмму из Кургана: 

Переваливаю рубеж азиатской России, приветствую всех граждан за единомыслие. Дух мой крепнет, надеюсь на вас.
 Таким образом, Ермолаев приехал в столицу всего за несколько дней до разгона Думы. Участвовал в заседаниях Думы лишь с 2 по 8 июля 1906 г. Вошел в состав Трудовой группы. Сведения о том, что Ермолаев был избран казначеем Трудовой группы нуждаются в проверке.
10 июля 1906 года в г. Выборге подписал «Выборгское воззвание». Уклоняясь от ареста, семь месяцев прожил в Монголии. По возвращении в Россию в октябре 1907 г. был арестован и доставлен в Санкт-Петербург. 6 апреля 1909 года Ермолаев осуждён по статьям 51, 53 и 3 параграфу ч. 1, ст. 129 Уголовного Уложения и приговорен к 3 месяцам тюрьмы, срок исполнения назначен с 9 апреля 1909 года. Заключение отбывал в петербургских Крестах, освобождён 3 октября 1909 г.

### После Думы
Вернувшись в Шушенское, Ермолаев продолжил начатое в 1902 г. сотрудничество с немецкой фирмой по заготовке собольей пушнины. В 1917 г. был сельскохозяйственным заготовителем в союзе кооперативов. 29 июня 1917 года С. А. Ермолаев в Шушенском возглавил местный Комитет Общественной Безопасности. С конца 1917 года, оставив хозяйство жене и детям, и работал заготовителем у известных минусинских купцов Снегирёва и Вильнера.
Член профсоюза с 1918 года
В ноябре 1918 г. активный противник Минусинского крестьянского восстания: якобы перехватил нарочных повстанцев на пароме. Был вынужден бежать из с. Шушенское, но в с. Каптыревское отрядом среднешушенских мятежников был арестован и доставлен обратно для дальнейшего направления в штаб 9-й крестьянской «армии». Арестовывал отступавших из-под Минусинска повстанцев. Но позднее преследовался колчаковцами как «большевик». Во время гражданской войны в опустевшем без хозяина доме располагался колчаковский штаб, а затем штаб отряда красных партизан по руководством П. Е. Щетинкина. Когда в село пришла Красная армия, вышедшими из подполья красными партизанами был убит 14-летний сын Ермолаева Григорий. Уехал в июле-августе 1919 г. в Красноярск на операцию (грозила ампутация ноги). Устроился в Красноярске на работу в американскую фирму заготовителем пушнины. С марта 1920 г. служил агентом по заготовке жиров и мяса в Иркутском, Красноярском губпродкомах. В 1922—1924 гг. — специалист по приему пушнины в Красноярске, в 1925—1926 гг. — специалист и управляющий местной конторой Сибкожсиндиката, в 1926—1928 гг. — специалист по экспорту пушнины в Сибторге. С 1930 г. работал товароведом Канского Интеграл-центра, Иркутской конторы «Охотрыбак-союз», старшим сортировщиком Красноярской Госсибпушнины.

### Аресты
В «Документах по раскулачиванию граждан Шушенского сельского Совета» за 1931 год С. Ермолаев охарактеризован как крупный торговец, заготовитель мяса, пушнины, использовавший труд батраков. Сверху характеристики красным карандашом написано: «В районе никого нет. Сообщено в Красноярск».
19 февраля 1931 г. С. А. Ермолаев был арестован по делу «Тюдищевской контрреволюции» и обвинен по ст. 58-11 УК РСФСР в организации и руководстве шушенской дружины, которая в 1918—1919 гг. занималась расстрелами и порками повстанцев. Дело рассматривалось в Минусинске и Новосибирске. Из 92 арестованных по 42-м оно было сразу прекращено. По тому же делу проходили сыновья Ермолаева Михаил и Семён. Михаил был расстрелян 20 июля 1931 года в г. Минусинске, Семён осужден на 10 лет ИТЛ, отбывал их в Краснотурьинске. Как оказалось (дело № 019625 в архиве МВД Красноярского края), вина Михаила состояла в том, что случайно оказавшись на пристани в д. Гавань (строил плот, чтобы вывезти имущество), он слышал высказывания отца Гавриила Тюдищева (1897—1931) из церкви Вознесения села Казанцево, якобы призывавшего к свержению советской власти. Сам Симон Афанасьевич 7 июля 1931 г. тройкой полномочного представительства ОГПУ Западно-Сибирского края осужден на 5 лет условного заключения в концлагере. 26 октября 1935 г. он был вторично арестован по тому же обвинению. Объяснив на допросе 27 октября, что начальником штаба дружины был его однофамилец И. И. Ермолаев, он в декабре 1935 г. оказался на свободе под подпиской о невыезде, а 28 февраля 1936 г. дело, заведённое на него, прекратили. Жил в Красноярске.

### Конец жизни
В 1937 году ушёл на пенсию. В 1946 году хлопотал о назначении ему персональной пенсии местного значения, но ходатайстве было отказано, так как трёхмесячный срок в Крестах не был сочтён достаточной революционной заслугой. Скончался в 1948 году, похоронен на Троицком кладбище. Реабилитирован одновременно с сыновьями Михаилом, Семёном и о. Гавриилом 13 марта 1965 года.

## Семья
- Первая жена — Павлина Степановна, в девичестве Безрукова[4]. С ней шестеро детей: Евдокия и Людмила (умерла в детстве от ожогов) и четыре сына: Семён, Михаил, Георгий и Григорий. Павлина Степановна умерла в 1908 году при родах сына Григория[4].
- Вторая жена — Мария Никифоровна Подонина, дочь почтового служащего из Минусинска. С ней четверо детей — Татьяна и Руфина, и два сына — Виктор и Олег[4]. М. Н. весной 1930 года выехала с детьми из Шушенского в Красноярск. Умерла в 1944 году.
- Третья жена — Александра Викторовна Овсянникова, жила в Красноярске[1].